# Omar Naim
Omar Naim (ur. 27 września 1977 w Ammanie) – libański reżyser i scenarzysta filmowy, urodzony w Jordanii.

## Filmografia
reżyser
- Grand Theater: A Tale of Beirut (Grand Theater: A Tale of Beirut, 1999)
- When Simon Sleeps (When Simon Sleeps, 1999)
- Wersja ostateczna (The Final Cut, 2004)
- Dead Awake (Dead Awake, 2010)

operator filmowy
- Mô, hitori ja nai (Mô, hitori ja nai, 1998)
- Venus DeMento (Venus DeMento, 2000)

scenarzysta
- Wersja ostateczna (The Final Cut, 2004)